# 2018年歐洲冠軍聯賽決賽
2018年歐洲冠軍聯賽決賽是2017–18年歐洲冠軍聯賽的決賽，這也是歐洲足協第 63 次舉辦的歐洲最高榮譽的足球會錦標，也是改制和改名歐洲聯賽冠軍盃後的第 26 次決賽。決賽將于2018年5月26日在烏克蘭基輔的奧林匹克國家綜合體育場举行。
作為歐洲聯賽冠軍盃冠軍，獲勝隊伍將會參與在8月舉行的2018年歐洲超級盃，對陣2017–18年歐霸盃的獲勝隊伍。另外，將會晉級到在12月進行的2018年國際足協世界冠軍球會盃的四強席位。最終，皇家馬德里憑著和加雷斯·贝尔的兩個入球，以3-1獲勝，成為歐冠自改制以來首支連續三屆問鼎冠軍的球隊。

## 比賽場地
在2016年9月15日於希臘雅典舉行的歐洲足球協會聯盟執委會議上，烏克蘭足球超級聯賽球隊的主場奧林匹克國家綜合體育場被確認為2018年歐洲聯賽冠軍盃決賽的舉辦場地。這是東歐歷史上第六次舉辦歐冠決賽，上一次為在2008年於莫斯科舉行的決賽。奧林匹克國家綜合體育場於1923年建成，後來經歷三次重建，現時能夠容納70,050名觀眾。另外，該球場曾承辦1980年夏季奧運會的足球比賽以及2012年歐洲國家盃，也是烏克蘭國家足球隊的主場以及烏克蘭杯的比賽場地。
因保安理由，會方只容許63,000人進場，其中參賽雙方每隊可獲17,000張面向各自的球迷發售，另有6700張通過歐洲足協的網站發售。其餘的24,000張會分配給「當地的組委會、歐洲足球協會、各國足球總會、商業合作夥伴和廣播機構」。為推廣門票，烏克蘭球星獲委任為賽事宣傳大使。門票價格分為4等﹕450、320、160和70歐元。儘管價格高企，門票還是一早售罄，其黑市價格是原價的20倍。

## 球證
歐洲足協於2018年5月7日宣佈米洛拉德·馬哲成為本場決賽的球證。馬哲於2006年起為塞爾維亞超級聯賽執法，2009年至2012年期間曾是羅馬尼亞甲級聯賽的球證證。國際賽事方面，他在2009年成為國際足協球證。同年3月，他替歐洲U17歐洲國家盃外圍賽裁決，9月出任世界盃歐洲區外圍賽的球證。此後，他先後為2014年世界盃的兩場分組賽、2016年歐洲國家盃的兩賽場分組賽和一場16強比賽以及2017年洲際國家盃決賽裁決。在本屆的歐冠中，他為4場分組賽執法，發出13張黃牌，並沒有給予紅牌和十二碼。

## 背景
本届卫冕冠军皇家马德里在对阵德国足球甲级联赛冠军拜仁慕尼黑的半决赛中以4比3險胜，连续第二年淘汰拜仁，第16次进军决赛。这是皇家马德里连续第三年参加决赛，获得赢得第13个冠军头衔的机会。此前，他们曾赢得1956年、1957年、1958年、1959年、1960年、1966年、1998年、2000年、2002年、2014年、2016年和2017年的决赛，仅在1962年、1964年和1981年落败。加上他们之前参加的欧洲优胜者杯决赛（1971年和1983年落败）和歐洲足協盃决赛（1985年和1986年胜出），这也是他们在所有欧足联俱乐部赛事中的第20场决赛。皇家马德里也是欧冠联赛更名以来，继1995年的AC米兰和1998年的尤文图斯以来，连续三次闯入决赛的第三支球队。他们也是欧冠联赛时期第一支、联赛史上第四支夺取三连冠的球队，再加上皇马方面在上世纪50年代取得的连续五次赢得决赛的成就，他们连同1973年的阿贾克斯和1976年的拜仁慕尼黑成为了史上第四支连续三次赢得决赛的球队。
利物浦自2007年7比6赢得意大利冠军罗马以来，第八次闯入决赛。此前，他们曾在1977年、1978年、1981年、1984年和2005年获胜，惜败于1985年和2007年。这也是他们第13次参加欧足联俱乐部赛事决赛，此前他们参加了1966年决赛但惜败，也参加了四次欧洲优胜者杯决赛（1971年、1976年和2001年胜出，2016年落败）。利物浦是自2011–12赛季以来，第一支胜出附加赛挺进决赛的球队，也是自切尔西以来杀入决赛的最新英格蘭球队。利物浦也是最近在欧洲冠军杯决赛中击败皇家马德里的球队，于1981年以1–0获胜。
除了1981年决赛，两支球队在欧冠联赛时代交手四次，其中利物浦赢得2008–09年歐洲冠軍聯賽16强赛，皇马赢得2014–15年歐洲冠軍聯賽小组赛。

## 晉級過程
| 排名 | 隊伍       | 賽 | 分 |
| ---- | ---------- | -- | -- |
| 1    | 熱刺       | 6  | 16 |
| 2    | 皇家馬德里 | 6  | 13 |
| 3    | 多蒙特     | 6  | 2  |
| 4    | 尼科西亞   | 6  | 2  |

| 排名 | 隊伍         | 賽 | 分 |
| ---- | ------------ | -- | -- |
| 1    | 利物浦       | 6  | 12 |
| 2    | 西維爾       | 6  | 9  |
| 3    | 莫斯科斯巴達 | 6  | 6  |
| 4    | 馬里博爾     | 6  | 3  |

## 比賽
主場一方於2018年4月13日在瑞士尼翁的歐足協總部舉行四強抽籤後的附加抽籤中確定。
| 2018年5月26日 21:45 EEST |

| 皇家馬德里                   | 3–1  | 利物浦            |
| ---------------------------- | ---- | ----------------- |
| - 51' - 加雷斯·贝尔 64', 83' | 報告 | - 萨迪奥·马内 55' |

| 基輔，奧林匹克國家綜合體育場 觀眾人數：61,561 ：米洛拉德·馬哲（塞爾維亞） |

| 皇家馬德里 | 利物浦 |

| GK     | 1  | 拿華斯            |  |     |
| RB     | 2  | 卡華積            |  | 37' |
| CB     | 5  | 法國              |  |     |
| CB     | 4  | 沙治奧·拉莫斯 (c) |  |     |
| LB     | 12 | 馬些路            |  |     |
| CM     | 10 | 莫迪歷            |  |     |
| CM     | 14 | 卡斯米路          |  |     |
| CM     | 8  | 德国              |  |     |
| AM     | 22 | 伊斯高            |  | 61' |
| CF     | 9  | 法國              |  | 89' |
| CF     | 7  | 基斯坦奴·朗拿度   |  |     |
| 後備： |    |                   |  |     |
| GK     | 13 | 西班牙            |  |     |
| DF     | 6  | 西班牙            |  | 37' |
| DF     | 15 | 迪奧·靴南迪斯     |  |     |
| MF     | 20 | 西班牙            |  | 89' |
| MF     | 23 | 克罗地亚          |  |     |
| FW     | 11 | 加雷斯·贝尔       |  | 61' |
| FW     | 17 | 西班牙            |  |     |
| 領隊： |    |                   |  |     |
| 施丹   |    |                   |  |     |

| GK     | 1  | 卡利奧斯      |     |     |
| RB     | 66 | 阿歷山大·阿諾 |     |     |
| CB     | 6  | 克罗地亚      |     |     |
| CB     | 4  | 范戴克        |     |     |
| LB     | 26 | 安祖·羅拔臣   |     |     |
| CM     | 7  | 占士·米拿     |     | 83' |
| CM     | 14 | 軒達臣 (c)    |     |     |
| CM     | 5  | 韋拿度姆      |     |     |
| RF     | 11 | 沙拿          |     | 31' |
| CF     | 9  | 法明奴        |     |     |
| LF     | 19 | 文尼          | 82' |     |
| 後備： |    |               |     |     |
| GK     | 22 | 米奴列        |     |     |
| DF     | 2  | 基尼          |     |     |
| DF     | 17 | 卡拉雲        |     |     |
| DF     | 18 | 摩蘭奴        |     |     |
| MF     | 20 | 英格兰        |     | 31' |
| MF     | 23 | 安利·簡恩     |     | 83' |
| FW     | 29 | 英格兰        |     |     |
| 領隊： |    |               |     |     |
| 高普   |    |               |     |     |

| 最佳球員： 加雷斯·贝尔（皇家馬德里） 旁證： 米罗万-里斯蒂奇 （塞爾維亞） 达利波尔-德约杰维奇 （塞爾維亞） 第四球證： 图尔平 （法國） 附加旁證： 内纳德-德约季奇 （塞爾維亞） 达尼洛-格鲁季奇 （塞爾維亞） 後備旁證： 内曼贾-佩特洛维奇 （塞爾維亞） | 比賽規則： - 90分鐘正規賽 - 如有需要將舉行30分鐘加時賽 - 如果仍平手，將開始互射十二碼 - 每邊7名替補球員 - 每邊可換3名替補球員上場 |

## 另見
- 2018年歐霸盃決賽
- 2018年歐洲超級盃

## 外部連結
- 歐洲聯賽冠軍盃（页面存档备份，存于）官方網站
- 2018年歐洲聯賽冠軍盃決賽（页面存档备份，存于）